# Déclaration de Syrte
La déclaration de Syrte est le nom donné à une résolution adoptée le 9 septembre 1999, lors d'une session extraordinaire de l'Organisation de l'unité africaine (OUA) à Syrte (Jamahiriya arabe libyenne). Cette résolution, adoptée sous l'impulsion de Mouammar Kadhafi, pose le principe de la transformation de l'OUA en Union africaine.